# 天主教克萊蒙總教區
天主教克萊蒙總教區（拉丁語：Archidioecesis Claromontana）是法國一個羅馬天主教教省總教區，下轄3個教區。
傳統上認為教區於3世紀成立，首任教區主教為奥德莫紐。教區於2002年12月8日升為總教區。
總教區位於多姆山省，教座位於克萊蒙費朗。總教區於2006年時有584,400名教友（佔轄區總人口96.7%）、37個堂區和165名司鐸。現任總主教為方濟各·卡利斯，榮休總主教為依玻里多·西蒙。